# Japamala

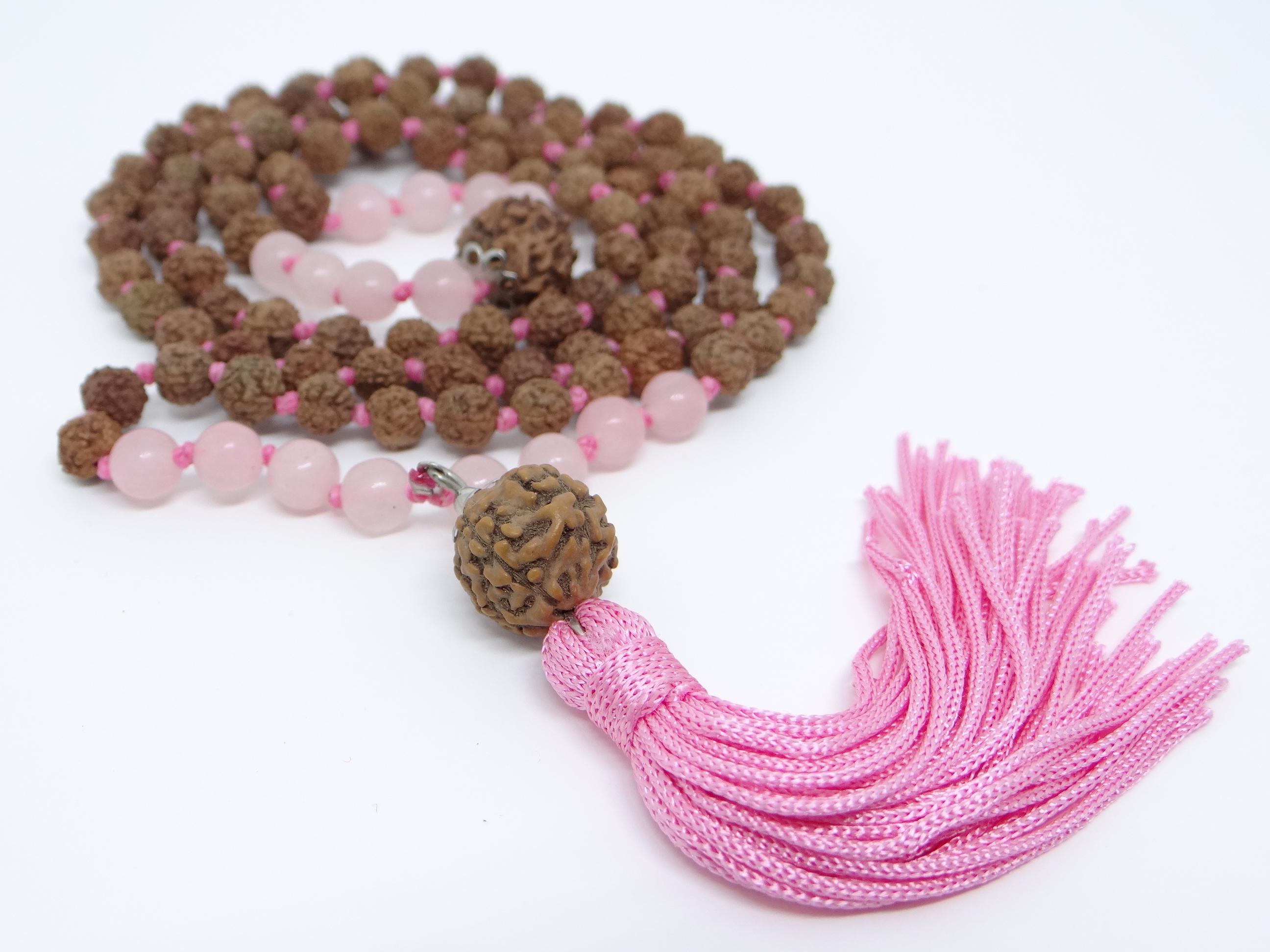
Japamala hindu de 108 contas com sementes de rudraksha, ou Lágrimas de Shiva

Japamala (japamālā, जपमाला) é um cordão sagrado feito de contas, usado para ajudar o praticante de meditação a entrar no estado meditativo. O termo Japamala tem origem no sânscrito e é uma palavra composta, formada por duas outras. Uma delas é o “japa” que nada mais é que o ato murmurar mantras ou nomes de divindades. A outra palavra, “mala”, significa guirlanda, ou cordão.
No yoga e no hinduísmo, possui em geral 108 contas ou divisores (54 ou 27). Em algumas linhas do budismo, possui ainda 3 marcadores, totalizando 111 contas. O nome japamala é masculino ("o" japamala), tem origem no sânscrito e é uma palavra composta: japa é o ato de sussurrar ou murmurar repetidamente mantras ou nomes de divindades e mālā significa guirlanda, grinalda ou coroa.
É um objeto antigo de devoção espiritual, conhecido também como rosário de orações no ocidente. É um artesanato muito utilizado para ajudar nas orações e mentalizações como marcador. Temos então duas correntes: uma espiritual, "Japa", e outra material, "Mala". Assim, as energias espirituais invocadas "Japa" energizam o "Mala".
Um japamala é geralmente composto por 108 contas e o “meru”, conta central que marca o início e o fim do mala. Também é possível encontrar japamalas menores, variando de 27 ou 54 contas, todas subdivisões de 108. Segundo a filosofia yogui, ao se completar o circuito de 108 repetições da oração, mentalização ou mantra, alcança-se um estágio superior na consciência chamado de transcendental (o estágio que ultrapassa as fixações da mente, mantendo a consciência concentrada em si mesma).

## As partes do japamala
Embora não haja uma regra sobre as partes que compõe o japamala, alguns itens são mais frequentes - ou até mesmo obrigatórios - na confecção do japamala. Entre as partes mais comumente observadas estão: Contas; Cordão; Entremeios; Marcadores; Meru; Tassel ou ponteira.

## Meditação com japamala
A meditação com o uso do japamala, assim como a prática de mantras, tem sido usada por séculos como ferramenta poderosa para acalmar, centrar, curar e colaborar na evolução espiritual a fim de caminharmos na busca do melhor de nós.
São inúmeras as linhagens das tradições hindu e budista que utilizam o japamala para meditação com mantra. Segundo estas tradições, o número 108 é muito auspicioso e a meditação usando japamala pode ser uma ferramenta para se alcançar andares mais elevados na evolução espiritual.
De acordo com a filosofia do Yoga, a repetição de mantras tem o poder de curar e de elevar a consciência espiritual.
Usando o Japamala você consegue focar na entonação e no poder do mantra em si, ao invés de se preocupar com a contagem.

## A História dos Japamalas[8]
Os Malas são usados em outras culturas e religiões, mas são conhecidos por nomes diferentes, como contas de oração, contas de rosário (terço) e contas de preocupação. Mais de dois terços da população mundial empregam algum tipo de Mala como parte de sua prática espiritual. A ausência de referências a malas na literatura chinesa até a época da introdução do budismo durante a dinastia Han sugere que essa prática possa ter se difundido da Índia para a China. O uso de contas em oração parece ter se originado por volta do século VIII a.C. na Índia.
Os Malas por si mesmos tiveram uma poderosa influência e importância na história humana. Os mais antigos encontradas até hoje são de há cerca de 4200 anos.[carece de fontes?] Os Malas foram usadas ao longo da nossa história como talismãs para proteção, amuletos para a sorte, símbolos de status para riqueza e autoridade, ferramentas espirituais e religiosas e como uma forma de permuta. Os significados e o uso das contas mudaram significativamente ao longo do tempo - eles foram usados para simbolizar as relações pessoais e culturais, o poder físico, mágico e sobrenatural e as visões culturais comuns do mundo.

## Como se usa
Já com a postura e a respiração controladas e relaxadas, o meditante segura seu japamala com uma das mãos. Apoiando-o em seu dedo médio, usa o polegar para puxar cada uma das 108 contas; cada vez que o mantra ou o nome da divindade é mentalizado ou pronunciado, puxa-se uma conta. O dedo indicador não deve tocar as contas do japamala, pois representa o ego e está associado ao pensamento - e o objetivo da meditação é justamente o de suspender a ação do pensamento. O meru não deve ser contado como as demais 108 contas, porque é a representação de Brahman, do absoluto, de nosso aspecto eterno e imutável e por isso está fora da roda do samsara, entretanto é o meru que marca o início e o final do ciclo do japamala. Terminando a passagem pelas 108 contas, caso o praticante queira continuar e fazer mais uma volta, não deve passar por cima do meru; em vez disso, deve virar o cordão e continuar a fazer o japa na direção inversa. Para surtir efeito, a prática da meditação deve ser frequente.[carece de fontes?]

## Sementes de rudraksha
Entre os inúmeros materiais dos quais podem ser feitos um japamala, o mais famoso são as sementes de rudraksha, também conhecida como lágrimas de Shiva, da arvore (Elaeocarpus ganitrus) planta nativa da Ásia. Existem diversas referências aos poderes sobrenaturais, mas a maior fonte de referencia está no Shiva Mahapurana. A partir desta crença, foram atribuídas à rudraksha propriedades medicinais que vão desde o controle do estresse e redução de problemas circulatórios até a cura de doenças mais severas.
No entanto, é importante ressaltar que até o momento não foram desenvolvidas pesquisas científicas definitivas que pudessem comprovar as supostas propriedades medicinais da rudraksha.

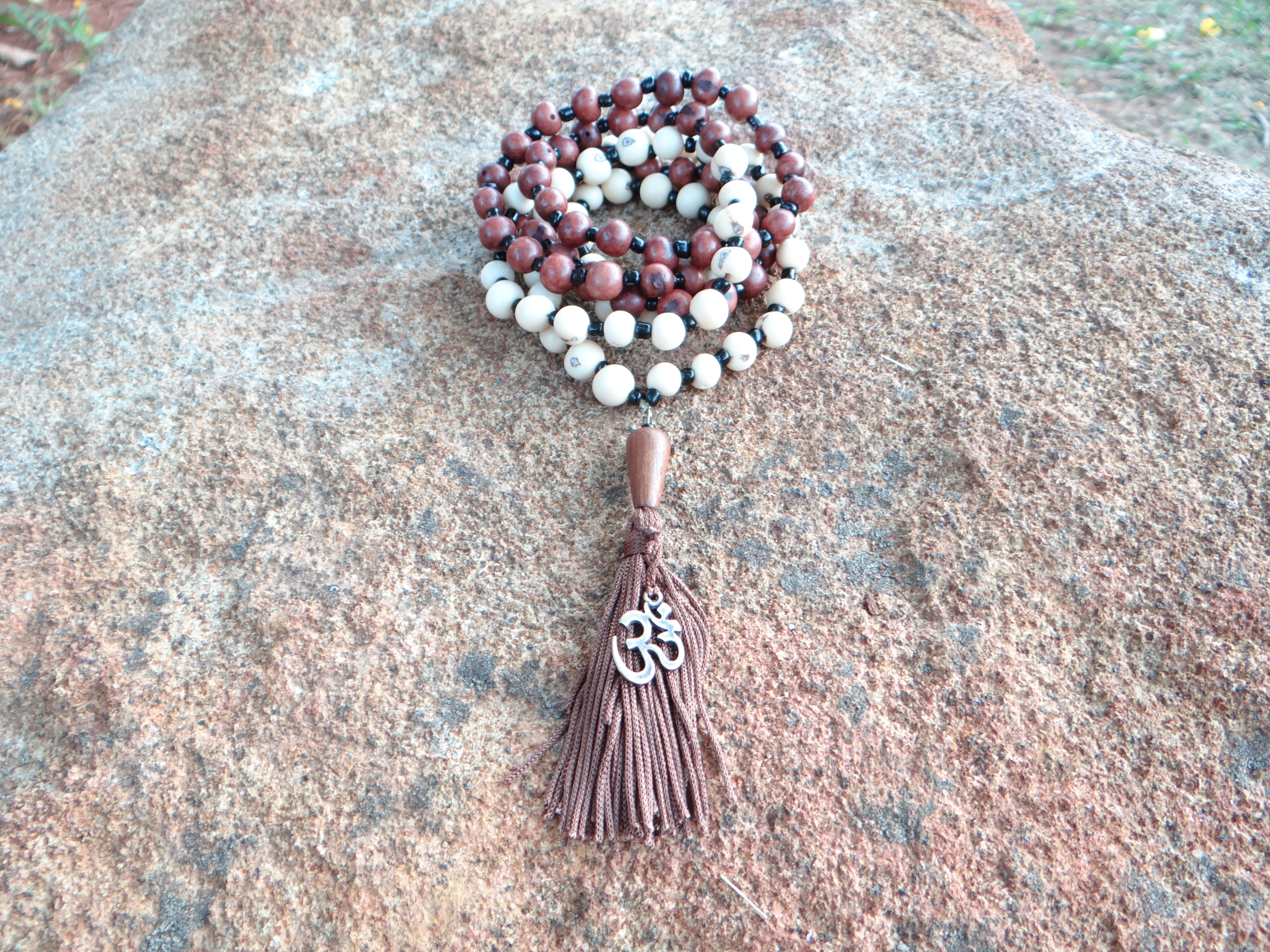
Japamala de 108 contas feito com sementes de açaí

Na tradição indiana, a confecção dos japamalas geralmente é feita com sementes de rudraksha. Para “tropicalizar” a tradição milenar indiana e tornar o japamala algo mais acessível à realidade e cultura brasileira, é possível encontrar japamalas confeccionados com sementes de açaí.

## Energizando o seu Japamala[13]
Caso você não consiga elaborar o seu próprio Japamala, você pode comprá-lo e assim que o você o receber faça uma energização no objeto que agora será seu.
Sente em um local limpo e calmo, de preferência no seu cantinho de meditação com seus cristais e incensos.
Respire fundo 3 vezes, se concentre e peça sabedoria e intervenção superior durante todo o processo.
Se você já tiver algum mantra que goste, repita-o enquanto estiver energizando o seu Japamala.
Use um incenso para transmutar a energia do cordão budista, passando-o em volta do seu japamala enquanto escuta ou canta o seu mantra favorito.
Ao finalizar, deixe o Japamala no seu cantinho especial, trate-o o com carinho e tenha em mente que ele possui uma grande carga de energia canalizada por você e essa energia só aumentará com o uso do mesmo em suas meditações e repetições de mantras.

## Aqui estão as regras para usar rudraksha[14]
- Remova durante o banho de chuveiro.
- Remova durante a visita ao funeral.
- Remova durante o sono.
- Não compartilhe seu Rudraksha com ninguém.
- Você pode usar Rudraksha enquanto estiver tomando bebidas não vegetarianas ou alcoólicas.
- Mulheres e crianças podem usar Rudraksha.
- Você pode usar enquanto vai ao banheiro.
- Limpe a cada 6 a 8 meses.
- Use somente após fazer energização.
| Ícone de esboço | Este artigo sobre religião é um esboço. Você pode ajudar a Wikipédia expandindo-o. |